# Liste der Kulturdenkmale in Meuselwitz
In der Liste der Kulturdenkmale in Meuselwitz sind vorerst einige Kulturdenkmale der ostthüringischen Stadt Meuselwitz im Landkreis Altenburger Land und ihrer Ortsteile aufgelistet. Diese Liste basiert nicht auf der offiziellen Denkmalliste der Unteren Denkmalschutzbehörde des Landkreises. Grundlage hierfür ist gegebenenfalls vorhandene Literatur beziehungsweise vorhandene Denkmalplaketten an den einzelnen Objekten. Deswegen ist diese Liste stark unvollständig.

## Kernstadt
| Bild                                    | Bezeichnung                      | Lage                                     | Datierung | Beschreibung | ID |
| --------------------------------------- | -------------------------------- | ---------------------------------------- | --------- | ------------ | -- |
| Fotos hochladen                         | Kulturbahnhof                    | Georgenstraße 46                         |           |              |    |
| weitere Bilder Fotos hochladen          | Stadtkirche St. Martin           | Markt (Karte)                            |           |              |    |
| weitere Bilder Fotos hochladen          | Dorfkirche Zipsendorf            | Mittelstraße (Karte)                     |           |              |    |
| weitere Bilder Fotos hochladen          | Heimatmuseum                     | Neugasse 1                               |           |              |    |
| Direkt Bild zu diesem Denkmal hochladen | Lutherhaus                       | Poderschauer Gasse 29                    |           |              |    |
| weitere Bilder Fotos hochladen          | Rathaus                          | Rathausstraße 1 (Karte)                  |           |              |    |
| weitere Bilder Fotos hochladen          | Orangerie und Park               | Veit-Ludwig-von-Seckendorff-Park (Karte) |           |              |    |
| weitere Bilder Fotos hochladen          | Katholische St.-Elisabeth-Kirche | Zeitzer Straße 1 (Karte)                 |           | 1908 erbaut  |    |

## Falkenhain
| Bild                           | Bezeichnung         | Lage                           | Datierung | Beschreibung                    | ID |
| ------------------------------ | ------------------- | ------------------------------ | --------- | ------------------------------- | -- |
| weitere Bilder Fotos hochladen | Dorfkirche mit Park | Karl-Liebknecht-Straße (Karte) |           | Park des ehemaligen Rittergutes |    |

## Mumsdorf
Einzeldenkmale

| Bild                           | Bezeichnung | Lage                  | Datierung | Beschreibung | ID |
| ------------------------------ | ----------- | --------------------- | --------- | ------------ | -- |
| weitere Bilder Fotos hochladen | Kirche      | An der Kirche (Karte) |           |              |    |

## Wintersdorf
| Bild                           | Bezeichnung                  | Lage                  | Datierung | Beschreibung | ID |
| ------------------------------ | ---------------------------- | --------------------- | --------- | ------------ | -- |
| weitere Bilder Fotos hochladen | Kirche                       | Kirchplatz (Karte)    |           |              |    |
| Fotos hochladen                | Wasserturm                   | Zirndorfer Straße     |           |              |    |
| Fotos hochladen                | Geburtshaus von Alfred Ahner | Zirndorfer Straße 19? |           |              |    |